# Art LaFleur
Art LaFleur (ur. 9 września 1943, zm. 17 listopada 2021) – amerykański aktor filmowy i telewizyjny.

## Życiorys
Urodził się w Gary w stanie Indiana. Grał w futbol na University of Kentucky. Początkowo chciał zostać pisarzem, a przyjaciel przekonał go że klasa aktorska pomogła by mu w pisaniu.

## Wybrana filmografia
- 1986: Cobra jako kapitan Sears
- 1988: Szaleństwo jako Mel Sanderson
- 1989: Pole marzeń jako Chick Gandil
- 1990: Wykonać wyrok jako sierżant DeGraf
- 1990: Air America jako Jack Neely
- 1993: Jack Niedźwiadek jako pan Festinger
- 1994: Służba nie drużba jako sierżant Brandon T. Williams
- 1995: Pan domu jako Red Sweeney
- 1998: Najlepsi z najlepszych 4: Bez ostrzeżenia jako Wielki Joolie
- 2000: Sezon rezerwowych jako Banes
- 2001: Beethoven 4 jako sierżant Rutledge
- 2006: Śnięty Mikołaj 3: Uciekający Mikołaj jako Zębowa Wróżka
- 2009: Ace Ventura Junior jako Russell Hollander